# Aspergillus fumigatus
Aspergillus fumigatus é um fungo da família Trichocomaceae. É agente etiólogico da aspergilose. É um fungo saprófita presente no ar atmosférico e habitante da mucosa das vias respiratórias de animais .